# Ширмо-Щербинский, Фёдор Осипович
Фёдор Осипович Ширмо-Щербинский (1794—1867) — генерал-лейтенант, участник Наполеоновских войн.

## Биография
Родился в 1794 году. Происходил из дворян Минской губернии. Окончив курс во 2-м кадетском корпусе, Ф. О. Ширмо-Щербинский 2 февраля 1809 г. поступил на службу в 17-й егерский полк.
Участвовал в Турецкой войне 1809—1810 годов, в Отечественной войне 1812 года и в Заграничных кампаниях 1813 и 1814 годов. За отличие в 1813 году получил орден Св. Анны 4-й степени с надписью «За храбрость».
В 1821 году за ранами уволен от службы, а в 1822 опять вернулся в армию. Будучи в чине капитана 17-го егерского полка Ф. О. Ширмо-Щербинский был привлечён к следствию в 1-й армии по делу декабристов в связи с показаниями об его дружеских отношениях с членами тайного общества. Однако участие его в декабристской организации не подтвердилось, после чего Ф. О. Ширмо-Щербинский был признан непричастным и освобождён.
Участвовал в Турецкой кампании 1828—1829 годов, где был тяжело ранен. В 1828 году награждён орденом Св. Анны 3-й степени с бантом. Затем служил в лейб-гвардии Егерском, а потом Финляндском полках.
Принимал участие в усмирении Польского мятежа 1831 года и был при штурме Варшавы. В 1831 году был награждён орденом Св. Владимира 4-й степени с бантом, а затем, 12 декабря 1832 получил орден Св. Георгия 4-й степени за беспорочную выслугу 25 лет в офицерских чинах (№ 4689 по списку Григоровича — Степанова).
С 1835 года Ширмо-Щербинский занимал комендантские должности сначала в Гродно, потом в Белостоке и, наконец, в 1842 году назначен комендантом в Красное Село, должность которую занимал до смерти. В 1851 году произведён в генерал-майоры, а в 1865 — в генерал-лейтенанты.
Умер 22 апреля 1867 года.